# Лыунакюла
Лы́унакюла (эст. Lõunaküla), также Сту́рбюн (швед. Storbyn), ранее Большая деревня, Сур-Кюла (рус. Суръ-Кюла), Южная деревня — деревня в волости Виймси уезда Харьюмаа, Эстония.

## География и описание
Расположена  на острове Найссаар. Высота над уровнем моря — 28 метров.
Климат умеренный. Официальный язык — эстонский. Почтовый индекс — 74002.

## Население
По данным переписи населения 2021 года, в Лыунакюла насчитывалось 7 жителей, из них 6 (85,7 %) — эстонцы.

## История

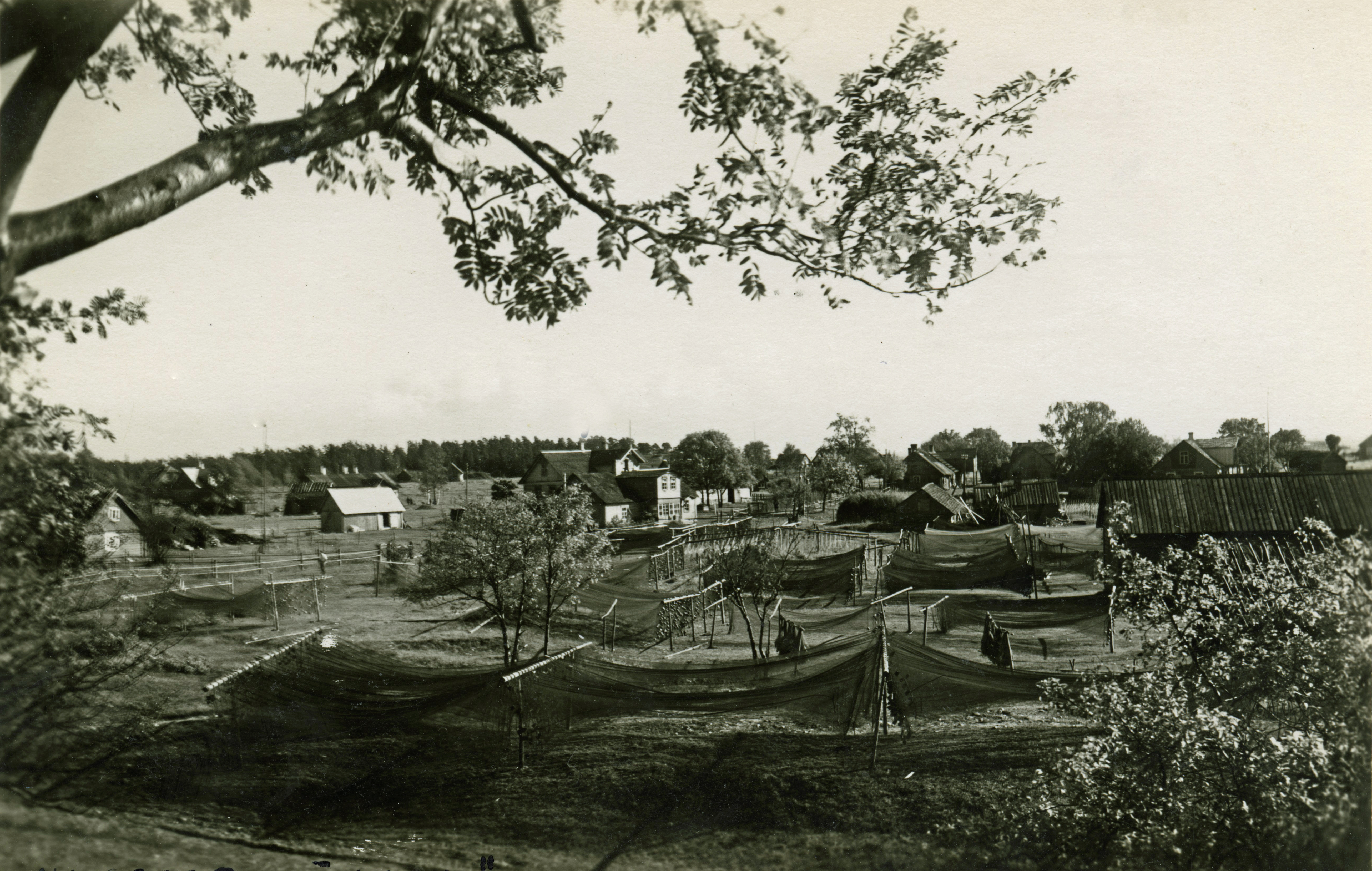
Лыунакюла в 1935 году

На старых картах деревня обозначена названием острова (1798 год — Nargen, 1871 год — Naisare). До 1940 года деревню населяли балтийские шведы. После подписания договора о военных базах между Эстонией и Советским Союзом жителям пришлось покинуть остров. После Второй мировой войны, когда остров был советским военным опорным пунктом, вся его территория называлась деревней Найссааре (эст. Nasissaare).
Лыунакюла получила официальный статус самостоятельной деревни 15 июля 2011 года, когда деревня Найссааре была поделена на три деревни: Лыунакюла (Стурбюн), Тагакюла (Бакбюн) и Вяйкехейнамаа (Лилльэнгин).
В советское время на территории нынешней деревни был установлен памятник красным морякам, расстрелянным в 1919 году белогвардейцами в Найссаареском лагере для военнопленных (объект культурного наследия). В протоколе от 30 ноября 2022 года рабочая группа по советским памятникам при Госканцелярии Эстонии признала памятник «нейтральным монументом», т. е. не подлежащим удалению из общественного пространства, при этом плита с надписью была удалена с памятника неизвестными лицами много лет назад (см. Список советских военных памятников Эстонии).

## Галерея

Деревня Лыунакюла
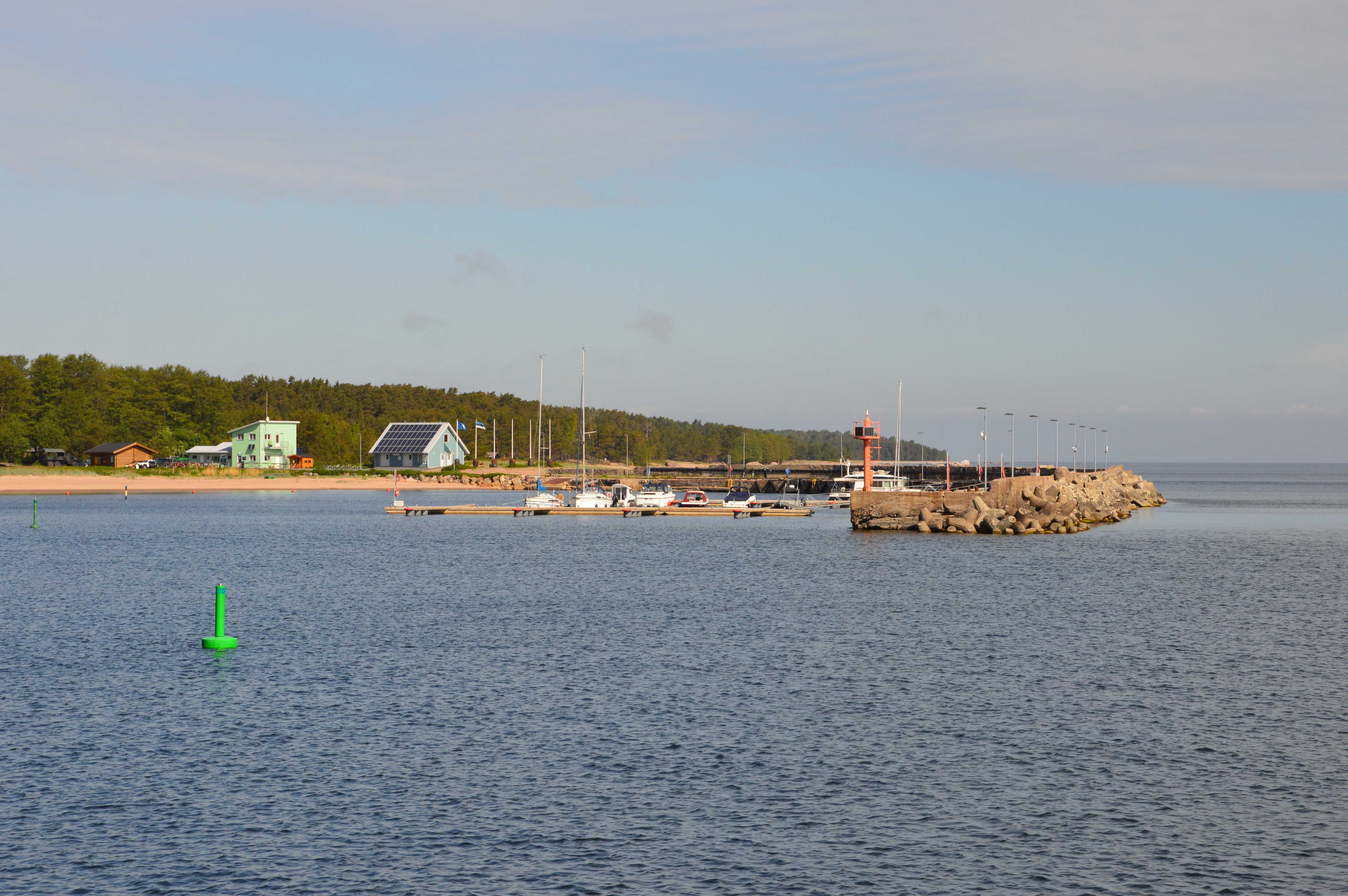
Порт Найссаар
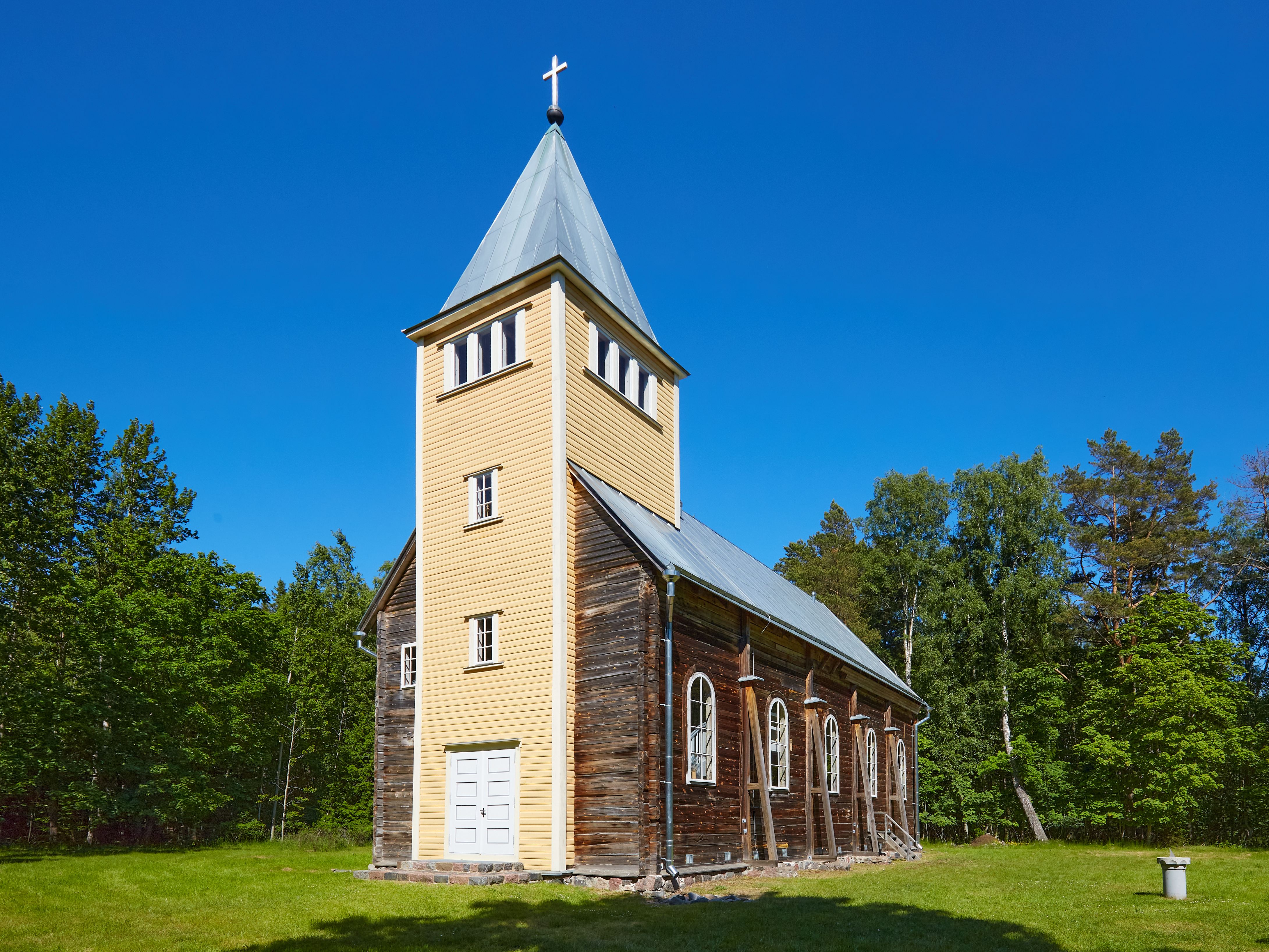
Найссаареская церковь
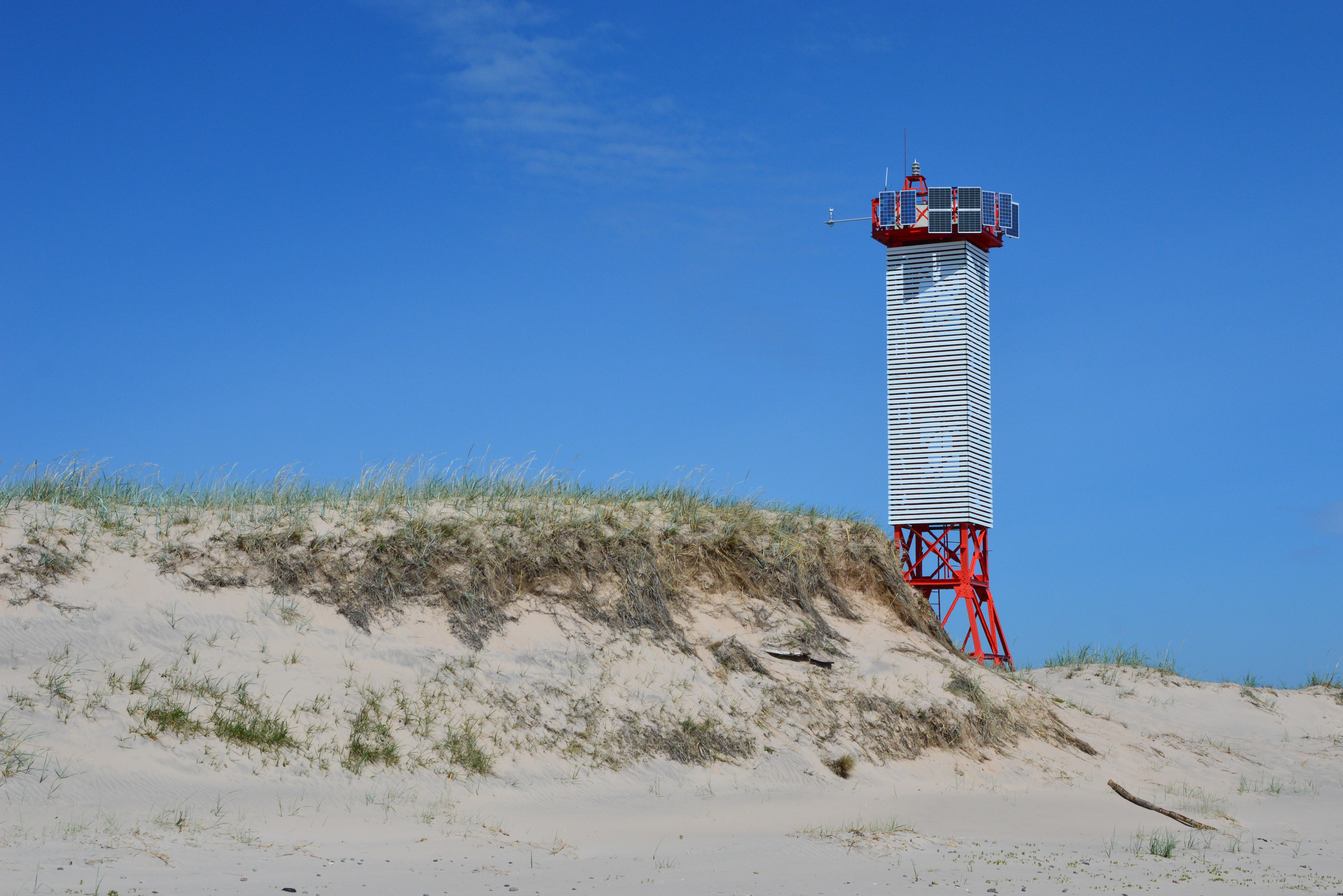
Маяк Хюлькари
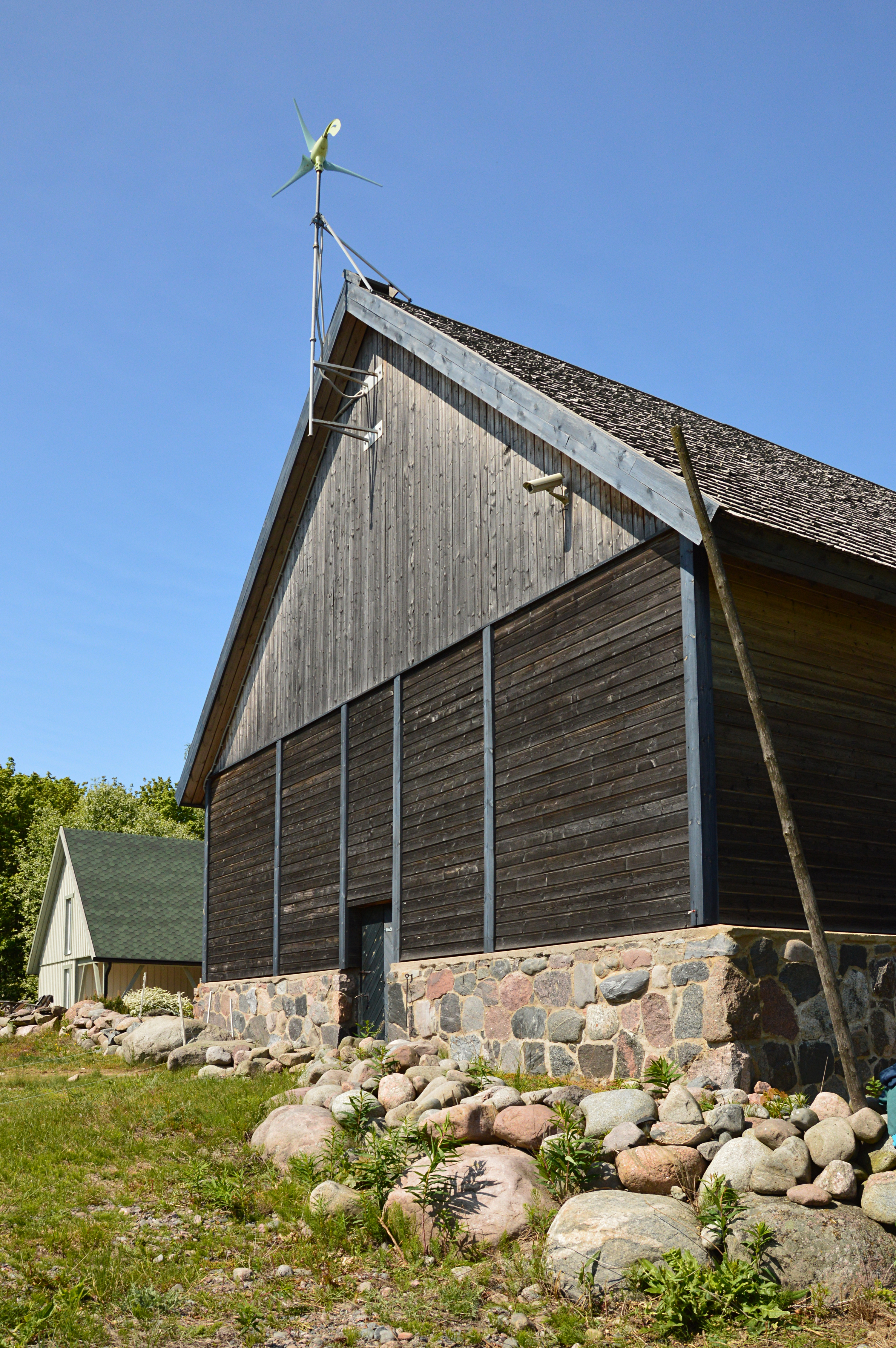
«Овин Омара», место проведения концертов
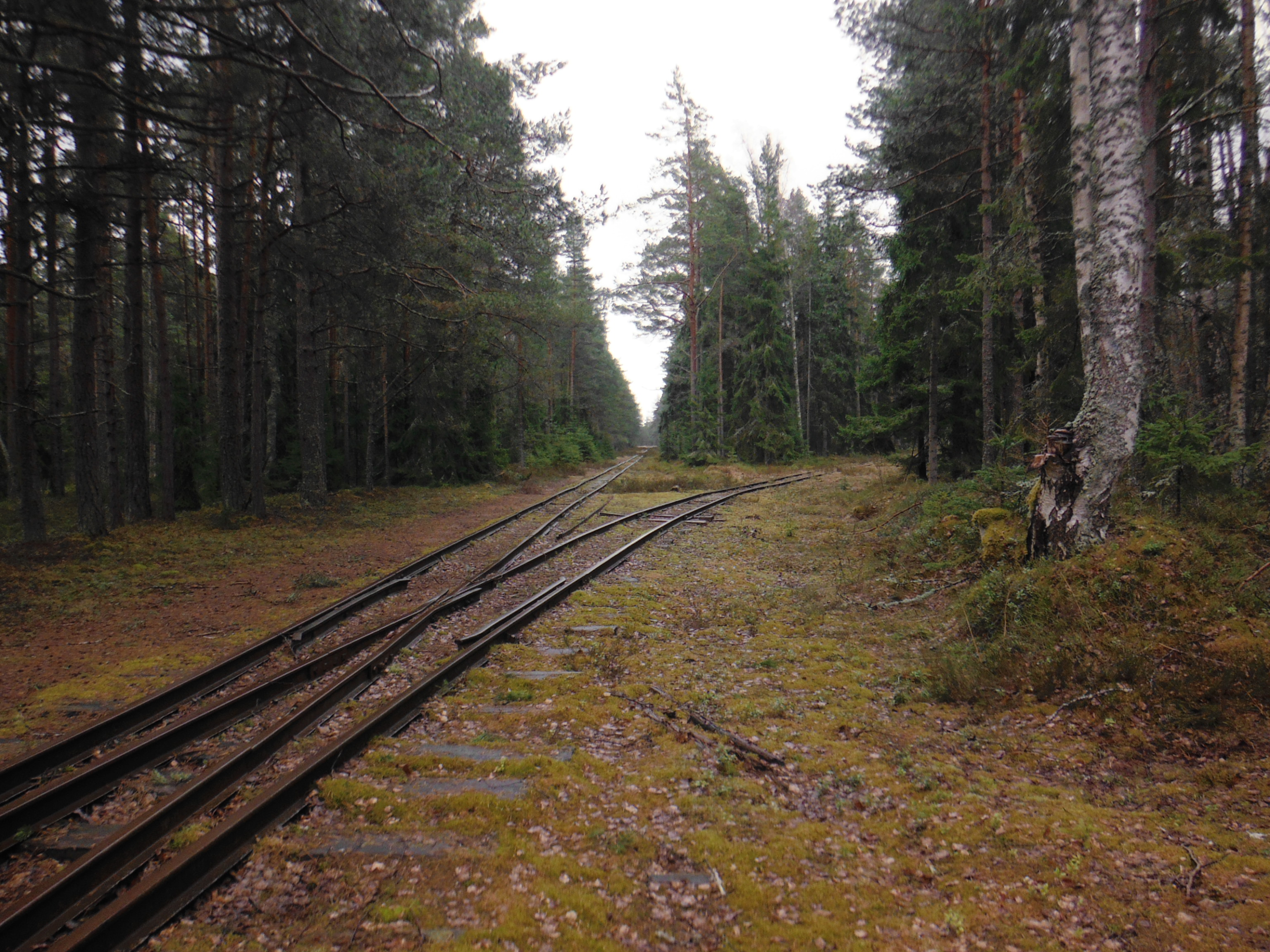
Узкоколейная железная дорога

## Комментарии
1. ↑  Эстонские топонимы, оканчивающиеся на -а, в русском языке не склоняются[6], а род получают по родовому слову, например, деревне присваивается женский род, хотя в эстонском языке нет категории рода.